# Jörgen Windahl
Jörgen Windahl (Danderyd, 12 maart 1963) is een Zweeds voormalig tennisser.

## Carrière
Windahl wist in zijn carrière 1 dubbeltoernooi te winnen en stond eenmaal in de finale. Hij won als junior de Australian Open in 1981 tegen Pat Cash die later in de mannenfinale tot tweemaal toe werd verslagen door twee andere Zweden namelijk Stefan Edberg en Mats Wilander. Hij won samen met Andreas Maurer de ATP Genève in 1986 en verloor in 1989 samen met zijn landgenoot Tomas Nydahl de ATP Bologna.

## Palmares
| Legenda                       | Legenda               |
| ----------------------------- | --------------------- |
| Grand Slam                    |                       |
| Olympische Spelen             |                       |
| tot 2009                      | vanaf 2009            |
| Tennis Masters Cup            | ATP Finals            |
| ATP Masters Series            | ATP Tour Masters 1000 |
| ATP International Series Gold | ATP Tour 500          |
| ATP International Series      | ATP Tour 250          |

### Dubbelspel
| Nr.                          | Datum             | Toernooi    | Ondergrond | Partner        | Tegenstanders in finale      | Score         | Details |
| ---------------------------- | ----------------- | ----------- | ---------- | -------------- | ---------------------------- | ------------- | ------- |
| gewonnen finales herendubbel |                   |             |            |                |                              |               |         |
| 1.                           | 14 september 1986 | ATP Genève  | Gravel     | Andreas Maurer | Gustavo Luza Gustavo Tiberti | 6-4, 3-6, 6-4 | details |
| verloren finales herendubbel |                   |             |            |                |                              |               |         |
| 1.                           | 18 juni 1989      | ATP Bologna | Gravel     | Tomas Nydahl   | Sergio Casal Javier Sánchez  | 2-6, 3-6      | details |

## Resultaten grote toernooien
| Legenda | Legenda                          |
| ------- | -------------------------------- |
| g.t.    | geen toernooi gehouden           |
| l.c.    | lagere categorie                 |
| –       | niet deelgenomen                 |
| G       | uitgeschakeld in de groepsfase   |
| 1R      | uitgeschakeld in de eerste ronde |
| 2R      | uitgeschakeld in de tweede ronde |
| 3R      | uitgeschakeld in de derde ronde  |
| 4R      | uitgeschakeld in de vierde ronde |
| KF      | uitgeschakeld in de kwartfinale  |
| HF      | uitgeschakeld in de halve finale |
| F       | de finale verloren               |
| W       | het toernooi gewonnen            |
| w-v     | winst/verlies-balans             |

### Enkelspel
| toernooi            | 1981 | 1982 | 1983 | 1984 | 1985 | 1986 |
| ------------------- | ---- | ---- | ---- | ---- | ---- | ---- |
| grandslamtoernooien |      |      |      |      |      |      |
| Australian Open     | –    | –    | –    | –    | –    | –    |
| Roland Garros       | –    | –    | –    | –    | –    | –    |
| Wimbledon           | 1R   | –    | –    | –    | –    | 1R   |
| US Open             | –    | –    | –    | –    | –    | –    |

### Dubbelspel
| toernooi            | 1981 |
| ------------------- | ---- |
| grandslamtoernooien |      |
| Australian Open     | –    |
| Roland Garros       | –    |
| Wimbledon           | 1R   |
| US Open             | –    |